# St Georges Association Football Club
El St Georges Association Football Club es un club de fútbol de la Isla de Man de la ciudad de Douglas. Fue fundado en 1919 y se desempeña en la Liga de Fútbol de la Isla de Man.

## Uniforme
- Uniforme titular: Camiseta a cuadros amarillos y negros, pantalón negro, medias negras.
- Uniforme alternativo: Camiseta blanca, pantalón blanco, medias blancas.

## Palmarés

### Torneos nacionales
- Primera División: 18

1956, 1960, 1961, 1991, 1993, 1994, 2003, 2004, 2006, 2008, 2011,2012, 2013, 2014, 2015, 2016, 2017, 2018.
- Manx FA Cup : 6

1928, 1946, 1954, 1956, 2004, 2007.